# Hardegsen
Hardegsen est une ville allemande située en Basse-Saxe, dans de l'arrondissement de Northeim.

## Quartiers
- Asche